# Le Golf National
Le Golf National – kompleks pól golfowych w Guyancourt, w regionie Île-de-France, zaprojektowany przez Huberta Chesneau i Pierre'a Thevenina o powierzchni 139 hektarów. Kompleks został otwarty w 1990 roku.
Na początku lat 80. XX wieku Claude Roger Cartier, prezes Fédération Française de Golf, zwrócił się do Huberta Chesneau z prośbą o zaprojektowanie pola golfowego, ze względu na zyskujący na popularności turniej Open de France. Prace przy budowie rozpoczęły się w lipcu 1987, a oficjalna inauguracja nastąpiła 5 października 1990.
W skład kompleksu wchodzą dwa 18-dołkowe pola golfowe: L'Albatros i L'Aigle oraz 7-dołkowe pole dla początkujących L'Oiselet.
Pole L'Albatros składa się z 18 dołków o długości 6649 metrów. Na polu dobywają się coroczne zawody Open de France, a w 2018 rozegrany został turniej Ryder Cup. Podczas Letnich Igrzysk Olimpijskich 2024 na L'Albatros zostanie rozegrany turniej golfowy.
W wyniku modernizacji wartej 10 milionów euro, przeprowadzonej na potrzeby Letnich Igrzysk Olimpijskich 2024, Le Golf National dysponuje 2700 miejscami siedzącymi oraz 30000 miejsc stojących.